# Oratio admonitionis
La Oratio admonitionis es la exhortación que el sacerdote celebrante efectúa al final del Ofertorio de la Misa, y por la que llama a los fieles a la plegaria. Dicho rezo prepara a los fieles para ejercer la plegaria en las solemnes intercesiones o dípticos. Esta misa involucra a todos los fieles de la congregación (tota poscamus) y es representada con cierto nivel de gozo usando verbos y sustantivos como exultare, prconis y gaudia. La intercesión divina espera lograr la vida eterna de los presentes.

ut dum officiis impensius mancipamur, celestium sacramentorum participium consequi mereamur (para que mientras estemos muy ocupados con nuestros deberes, merezcamos obtener una participación en los sacramentos celestiales)
Hispania Vetus